# Alejandro Jara

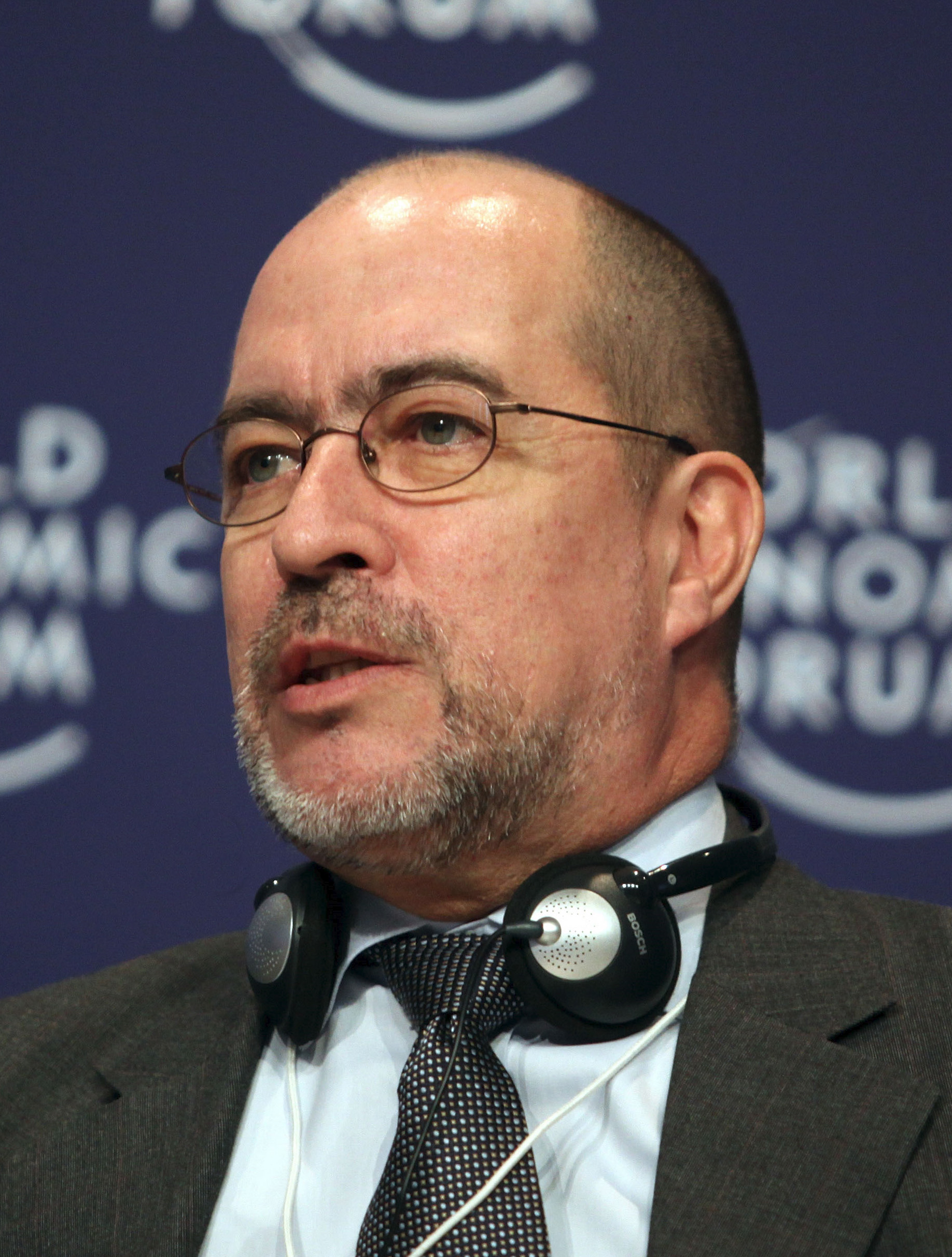
Alejandro Jara (2009)

Alejandro Jara Puga (* 1949 in Santiago de Chile) ist ein chilenischer Diplomat und war von 2005 bis 2013 stellvertretender Generaldirektor der Welthandelsorganisation.

## Leben
Alejandro Jara Puga wurde 1949 in Santiago de Chile geboren. Er war auf der Schule in Santiago und im brasilianischen Rio de Janeiro. Jara begann dann Rechtswissenschaften an der Universidad de Chile zu studieren. Er schloss dieses Studium 1973 ab und besuchte dann mithilfe eines Fulbright Scholarship die University of California, Berkeley von 1975 bis 1976.
Nach dieser Zeit in den Vereinigten Staaten begann er für das Außenministerium Chiles zu arbeiten. Von 1979 bis 1984 war er in der Delegation mit Zuständigkeit für das Allgemeine Zoll- und Handelsabkommen tätig und wurde dann Koordinator für Handelspolitik im Lateinamerikanischen Wirtschaftssystem (SELA). Nach der Zeit dort wurde e Direktor für bilaterale Wirtschaftsangelegenheiten von 1993 bis 1994 und Direktor für multilaterale Wirtschaftsangelegenheiten bis 1999. In den Jahren 1996 und 1997 vertrat er sein Heimatland auch in der APEC. In seiner Tätigkeit für das Außenministerium verhandelte er auch beim Freihandelsabkommen zwischen Chile und Kanada mit und von 1997 bis 1998 als Hauptverhandlungsführer im Freihandelsabkommen mit Mexiko.
Im Juni 2000 wurde er zum Ständigen Vertreter Chiles bei der Welthandelsorganisation ernannt und war in dieser Zeit 2001 Vorsitzender des Ausschusses für Handel und Umwelt und 2002 Vorsitzender der Special Session des Rates für den Handel mit Dienstleistungen. In letzterer Funktion war er für die Verhandlungen im Bereich der Dienstleistungen der Doha-Runde zuständig. Im Oktober 2005 wurde er vom Generaldirektor der Welthandelsorganisation Pascal Lamy zum stellvertretenden Generaldirektor ernannt. Dies blieb er bis zum September 2013. Von 2013 bis 2016 war er Mitarbeiter der Anwaltskanzlei King & Spalding LLP in Genf. Seit 2017 lehrt er an verschiedenen Hochschulen, so seiner Alma Mater der Universidad de Chile, der UIBE und CUFE in Peking oder an der Universität Heidelberg. Im Jahr 2020 wurde er als einer der Schiedsrichter beim Multi-Party Interim Arrangement, einem Ersatz für den blockierten Appellate Body, ernannt.
Jara ist verheiratet und hat drei Kinder.